# カイロ会談
カイロ会談（カイロかいだん、英語: Cairo Conference)、またはセクスタント作戦（セクスタントさくせん、英: Operation Sextant）は第二次世界大戦中の1943年11月22日から11月26日にかけてエジプト王国のカイロで行われた会談。連合国の対日方針と戦後のアジアに関する決定がなされた。

## 概要
カイロ会談は三大ピラミッド近くにあるエジプト駐在アメリカ大使アレクサンダー・カークの邸宅で行われ、会談の参加者はアメリカ合衆国大統領フランクリン・ルーズベルト、イギリス首相ウィンストン・チャーチル、中華民国国民政府主席蔣介石の3人だった。ソビエト連邦の指導者ヨシフ・スターリンはソ連と日本の関係を配慮して蔣介石との面会を回避したため、会談には参加しなかった（1941年の日ソ中立条約では5年間の相互不可侵が定められており、1943年時点では中華民国、イギリス、アメリカが日本との戦争状態に突入していたが、ソ連と日本の間は戦争状態ではなかった）。
アメリカはフランスがインドシナを取り戻すのを望まなかったため、蔣介石にインドシナの支配権を与えようとしたが拒否された。
1943年11月27日にカイロ宣言が発された後、12月1日にはラジオを通じて「カイロ・コミュニケ」（Cairo Communiqué）が発され、連合国が日本の無条件降伏まで軍の配備を続ける（軍事行動を継続する）と宣言した。カイロ宣言では三大国（米英中）が戦争を通じて日本の野心を挫け、懲罰しようとし、自身は利益を受けず戦後に領土拡張に加わることもないと宣言、「日本は1914年の第一次世界大戦開戦以来太平洋で奪取、占領した全ての島嶼を没収される」、「日本が中国人から盗んだ、満洲、台湾、澎湖を含む全ての領土は中華民国に返還される」と述べた。また、日本は暴力と貪欲で奪取した全ての領土から排除され、「朝鮮は適当な時に自由と独立を得る」とも述べた。
カイロ会談の終結から2日後、スターリンはイラン帝国のテヘランでルーズベルト、チャーチルと会談した（テヘラン会談）。

## 日本国内の報道
日本国内ではカイロ会談を徹底的に批判する報道がなされた。
1943年（昭和18年）12月2日の朝日新聞（夕刊）では、カイロ会談を「敵米英はかかる南太平洋の痛撃に遭い、かつまた大東亜結集がますます不抜の堅陣を形成するに至った大東亜戦局に多大な焦燥を感じ、短期作戦を豪語する対日作戦の重大破綻に直面（略）ついに太平洋戦局再検討のため急遽カイロに相会し、蔣介石も招致してカイロ三国会談を開催するに至った。」「実に日本をして三等国に転落せしめんとする日本本土処理にまで言及した侮辱的決議である。」などと報じた。